# 이재은 (교수)
이재은(1966년 ~ )은 대한민국의 행정학자이자 대학 교수이다. 충북대학교 교수, 국제위기관리학회(ISCEM) 공동회장, 한국정책포럼 회장을 하고 있으며, 국가위기관리학회 회장, 충북대 국가위기관리연구소 소장, 희망제작소 재난관리연구소 소장을 역임하였다.

## 경력
- 2014. 9 - 현재 충북대학교 평생교육원 원장.
- 2015. 1 - 현재 충북대학교 공자학원 원장.
- 2000. 9 - 현재 충북대학교 행정학과 교수.
- 2010. 6 - 현재 충북대학교 정책기획단 위원.
- 2009. 3 - 2011. 2 충북대학교 위기관리연계전공주임교수.
- 2007. 1 - 2010. 12 충북대학교 국가위기관리연구소 소장.
- 2006. 5 - 2010. 4 충북대학교 정책기획단 위원.
- 2010. 3 - 2012. 3 충북대학교 교수회 감사.
- 2004. 5 - 2006. 5 충북대학교 고시원 원감.
- 2003. 11 - 2007. 10 충북대학교 사회과학연구소 지방자치연구센터장.
- 2002. 10 - 2006. 9 충북대학교 행정학과 조교수.
- 2002. 9 - 2004. 8 충북대학교 행정학과 학과장.
- 2000. 9 - 2002. 9 충북대학교 행정학과 전임강사.

## 학력
- 1993. 3 - 2000. 2 연세대학교 본대학원 행정학과(행정학박사).
- 1991. 3 - 1993. 2 연세대학교 본대학원 행정학과(행정학석사).
- 1989. 3 - 1991. 2 연세대학교 사회과학대학 행정학과(행정학사).
- 1985. 3 - 1989. 2 연세대학교 문과대학 독어독문학과(문학사).
- 1982. 3 - 1985. 2 충북 청주 청석고등학교(총학생회장).

## 저서
- 이재은(단독). 위기관리학. 서울: 대영문화사. 2012.
- 이재은(공저). 위험사회를 사는 소비자와 생활안전. 서울: 대영문화사. 2011.
- 이재은(공저). 태안은 살아있다. 서울: 동녘. 2010.
- 이재은(공저). 시민참여와 거버넌스. 서울: 오름. 2009.
- 이재은(공저). 재난을 바라보는 다섯가지 시선. 서울: 대영문화사. 2009.
- 이재은(공저). 재난관리론. 서울: 대영문화사. 2006.
- 이재은(공저). 인권백서(재난과 인권) 1권. 서울: 국가인권위원회. 2004.
- 이재은(공저). 로컬 거버넌스. 서울: 법문사. 2003.
- 이재은(공역). 비교방법론. 서울: 대영문화사, 2002.
- 이재은(공저). 바른한국의 비전과 과제. 서울: 나남출판사, 2002.
- 이재은(공저). Handbook of Crisis and Emergency Management. New York: Marcel Dekker, Inc., 2001.
- 이재은(공저). 참여행정론. 대전: 한남대학교출판부, 2001.
- 이재은(공저). 지방정부론. 서울: 대영문화사, 2001.
- 이재은(공저). 지방정부경영전략론. 서울: 법문사, 2001.